# Denver Museum of Nature and Science

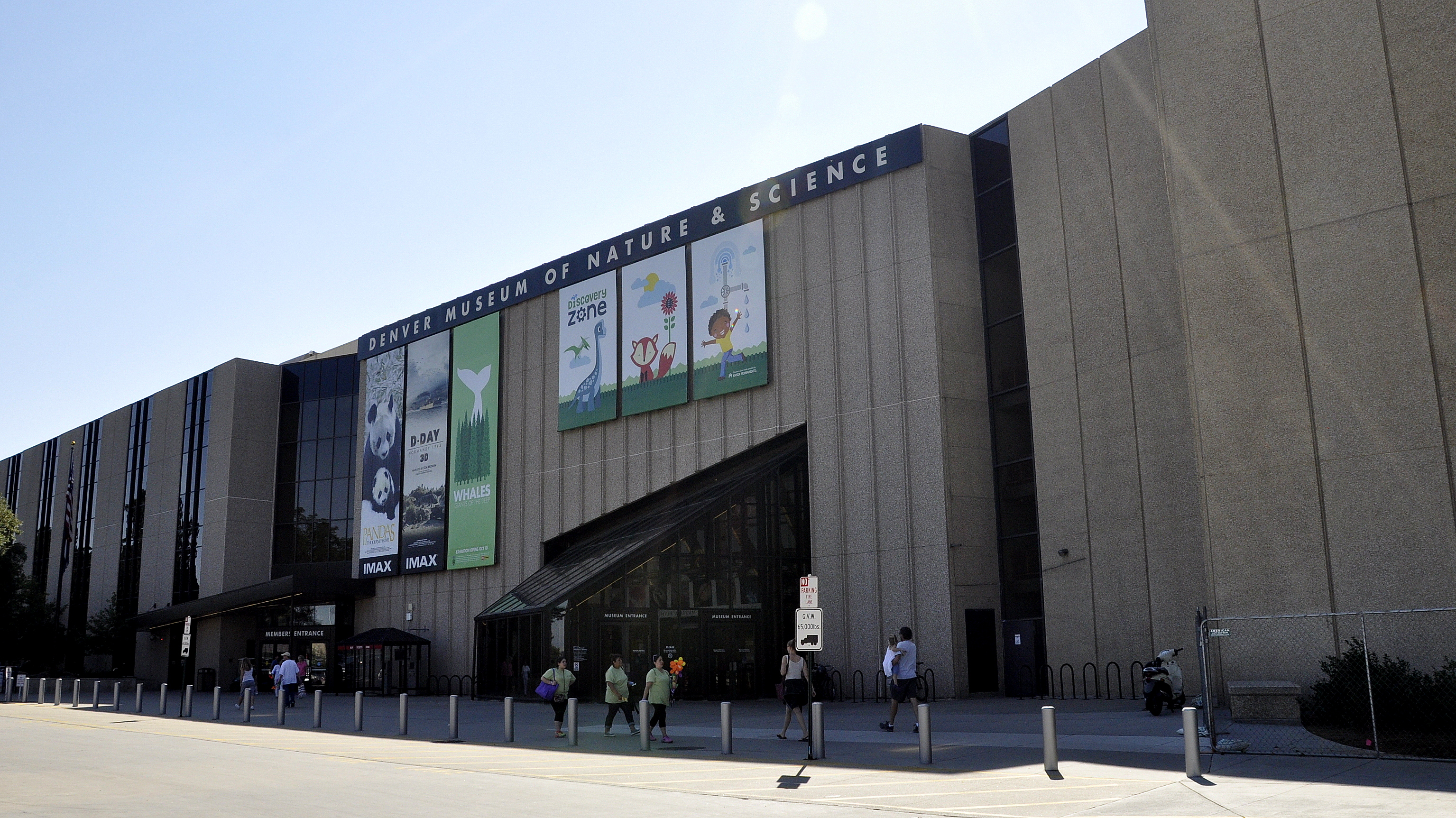
Denver Museum of Nature and Science

Het Denver Museum of Nature and Science (Nederlands: Museum in Denver van Natuurlijke Historie en Wetenschappen) is een stedelijk museum in de stad Denver, hoofdstad van de staat Colorado in de Verenigde Staten. Het museum, 46.452 m² groot, heeft meer dan 1 miljoen objecten in zijn collecties. Het telt 350 voltijdse en deeltijdse werknemers en is geaffilieerd met het Smithsonian Institution.

## Onderwijsprogramma's
Het museum biedt onderwijsprogramma's aan over zes onderwerpen:
- Antropologie
- Geologie
- Gezondheidszorg
- Paleontologie
- Luchtvaarttechniek
- Zoölogie

Meer dan 178 000 studenten en leraars bezoeken het museum jaarlijks.

## Geschiedenis
Het museum werd opgericht in 1900 en bevindt zich in het Denver's City Park. Oorspronkelijk was het gekend als Colorado Museum of Natural History en later als Denver Museum of Natural History. De verzameling van Edwin Carter, een man die zijn leven wijdde aan de studie van vogels, zoogdieren en de fauna van Colorado, ligt aan de basis van de collectie. Ook Alfred Marshal Bailey, directeur van 1936 tot 1969, was belangrijk voor de verdere uitbouw.
Het museum heeft een aantal zalen die interessant zijn voor kinderen, een tentoonstelling over de prehistorie, IMAX films, Egyptische mummies, allerlei mineralen en edelstenen. Terrassen bieden een weids uitzicht over Denver en zijn omgeving.

## Permanente tentoonstellingen
- Discovery Zone: gericht op kinderen en hun interesses in natuur en wetenschappen
- Egyptische mummies: Egyptische graven en hun artefacten en het verhaal hoe de oude Egyptenaren omgingen met leven en dood
- Expeditie gezondheid: de manier waarop ons lichaam zich constant aanpast aan wijzigende omstandigheden
- Edelstenen en mineralen: een gereconstrueerde mijn waarin bezoekers kristallen en edelstenen zien uit de omgeving en de wereld
- Cultuur van de Noord-Amerikaanse Indianen: benadrukt de diversiteit van de stammen en toont een aantal klederen en gebruiksvoorwerpen
- Prehistorische reis: de evolutie vanaf eencelliige organismes tot de dinosariërs en de huidige mens, geïllustreerd door een aantal diorama's
- Space Odyssey: over het universum en onze plaats erin.
- Fauna: een aantal diorama's over het leven van dieren

## Afbeeldingen

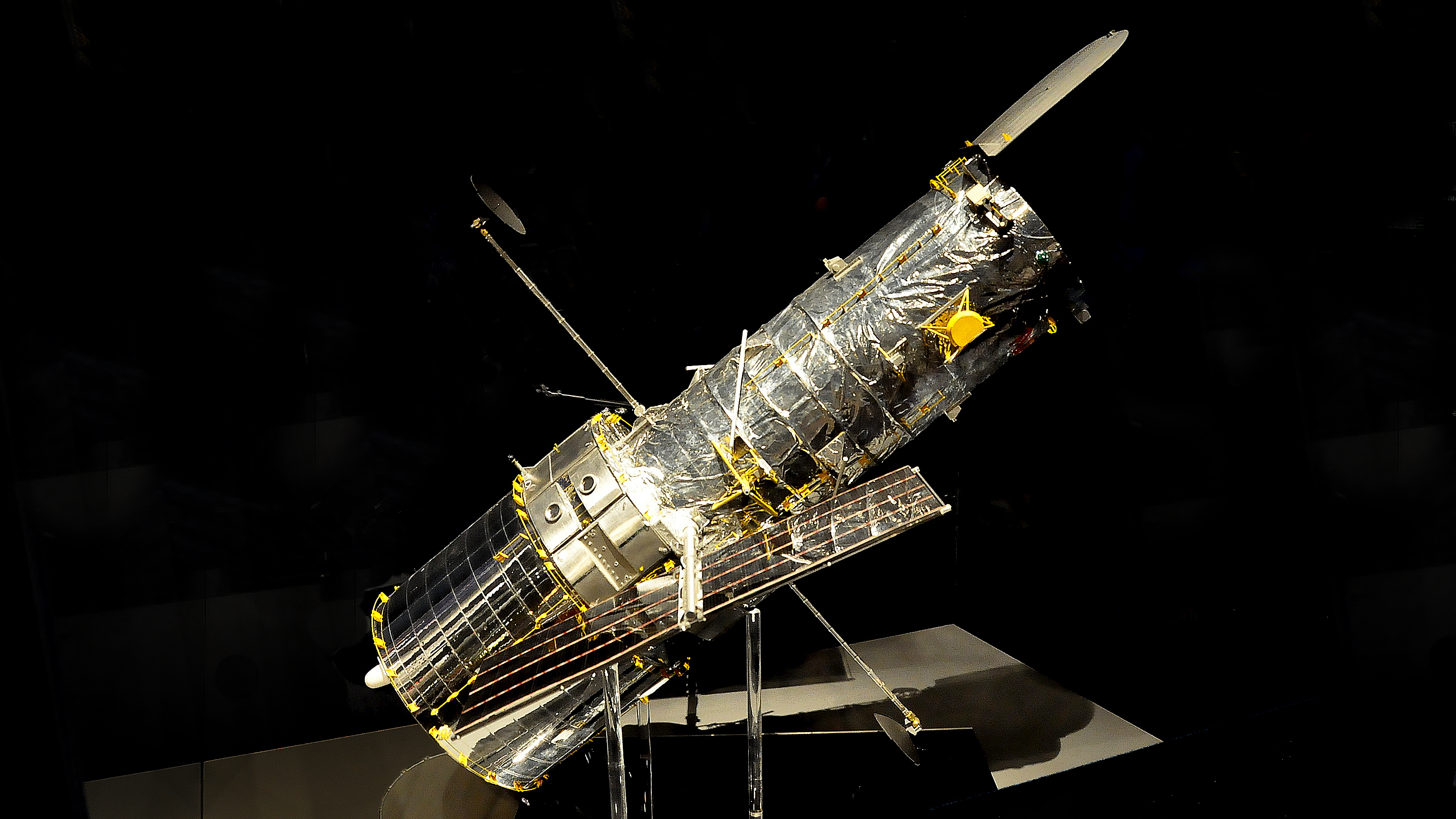
Maquette van Ruimtetelescoop Hubble
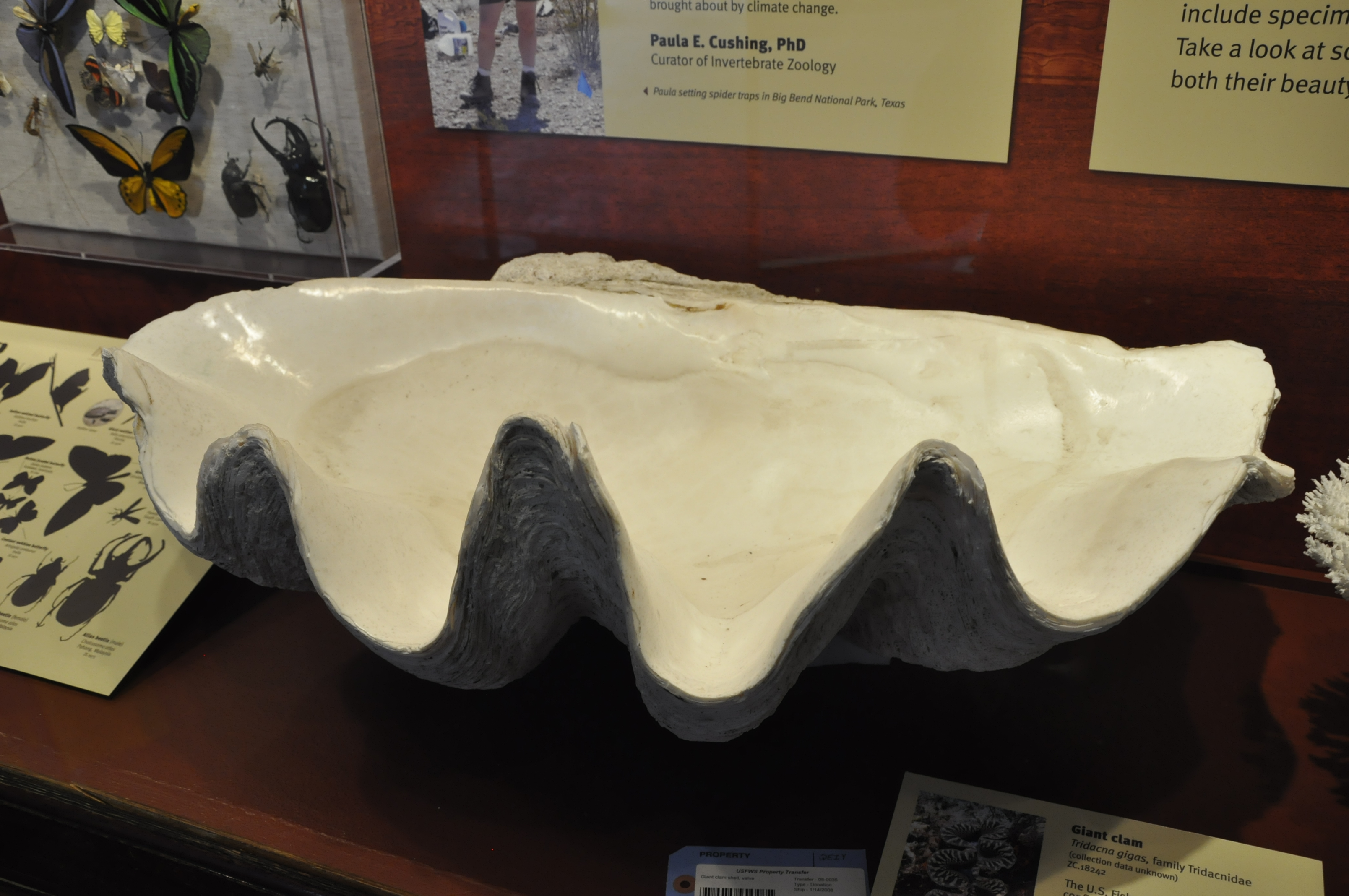
Een doopvontschelp in het museum
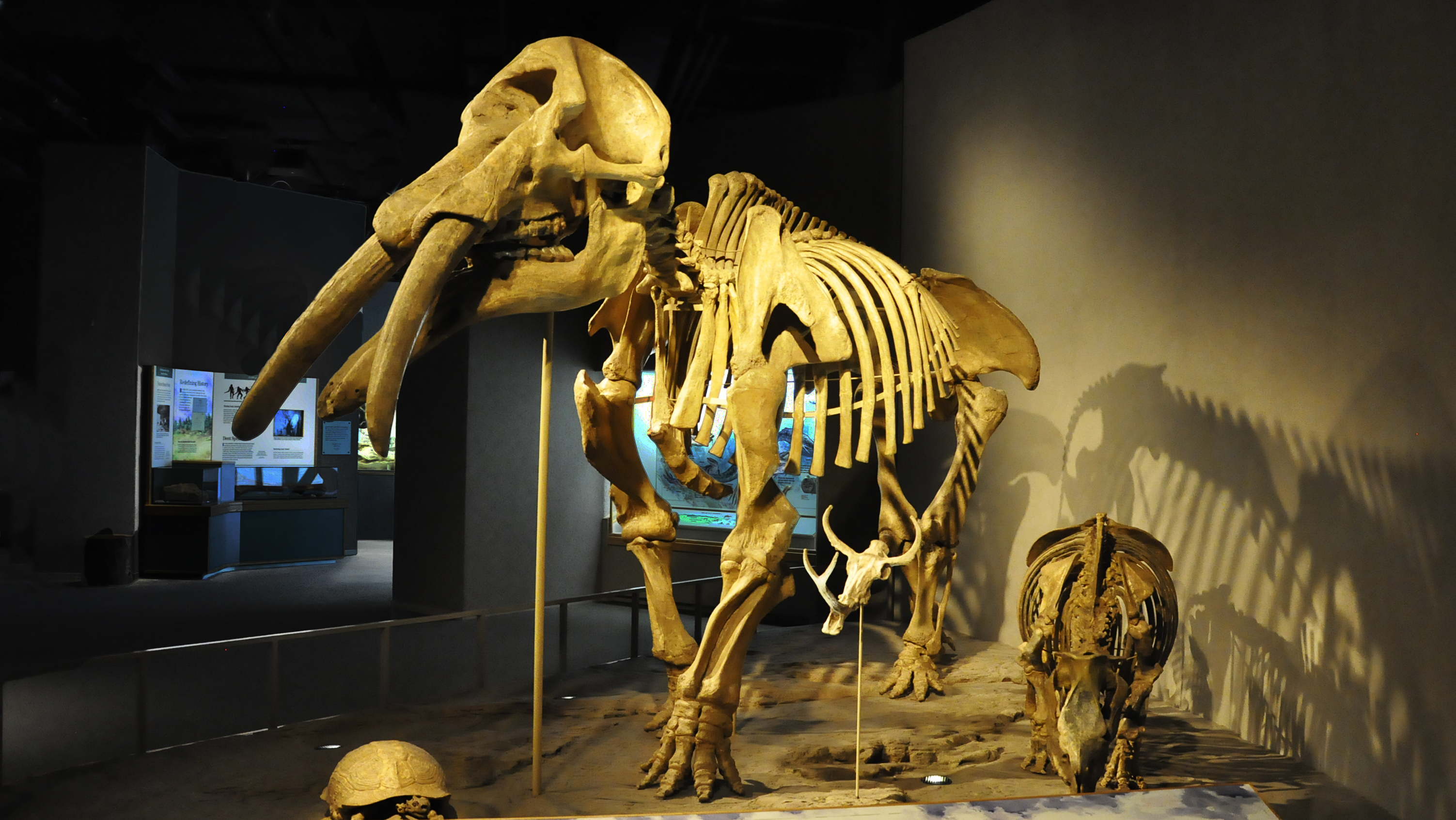
Het skelet van een Gomphotherium phippsi
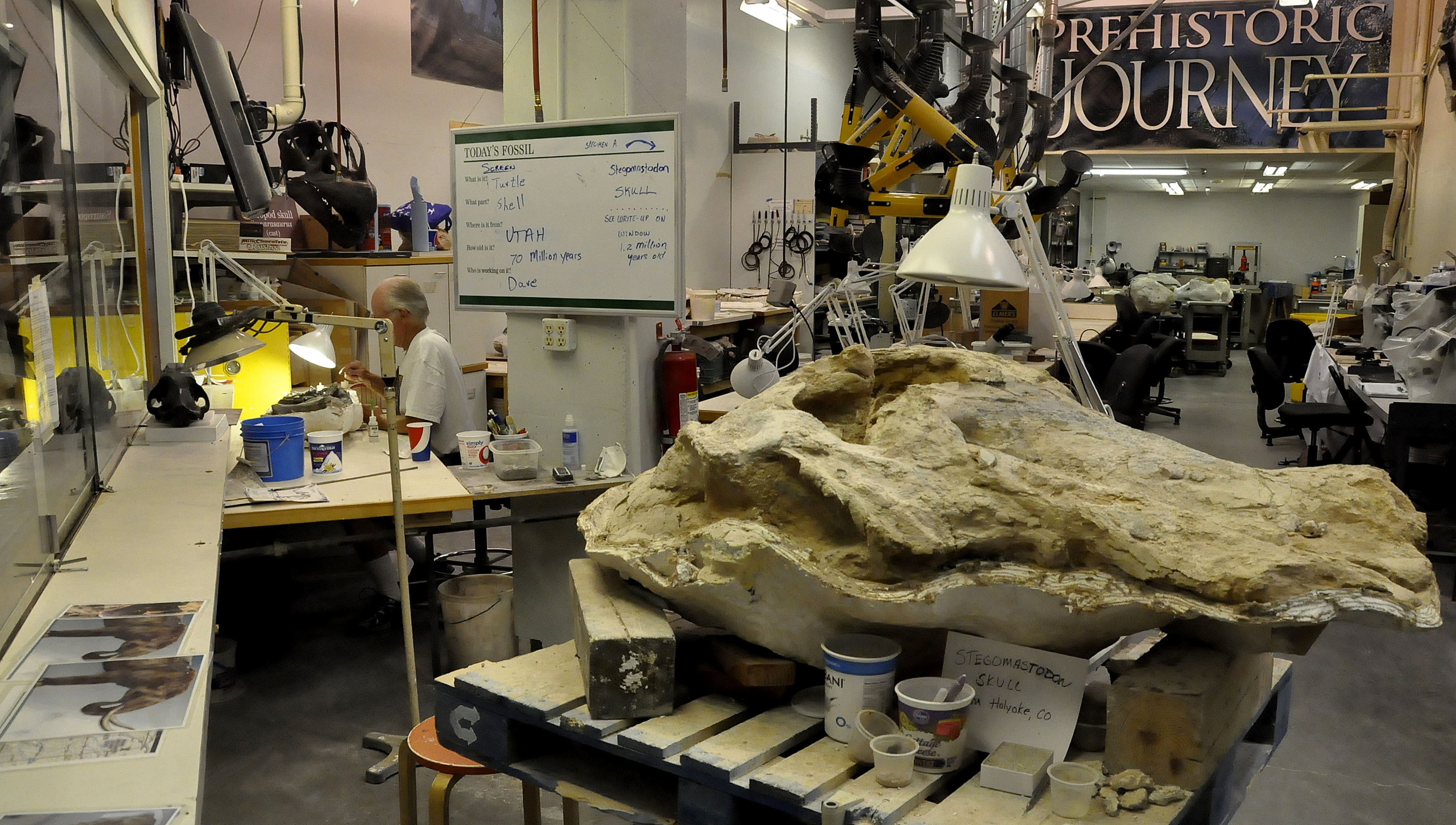
Het fossielenlabo in het museum
Het skelet van een Gallinuloides Wyomingensis
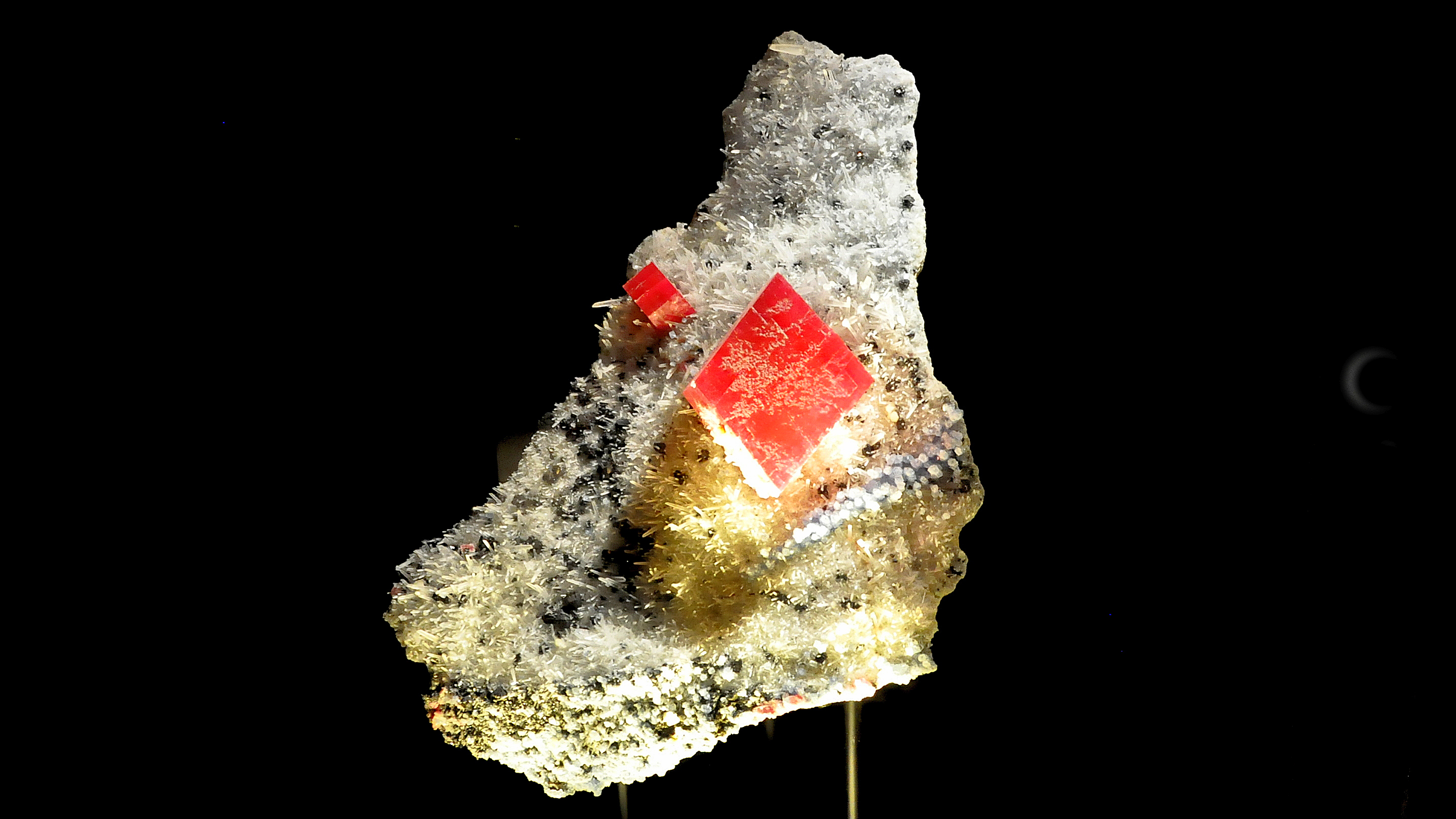
"Alma King", het grootste bekende Rhodochrosiet-kristal
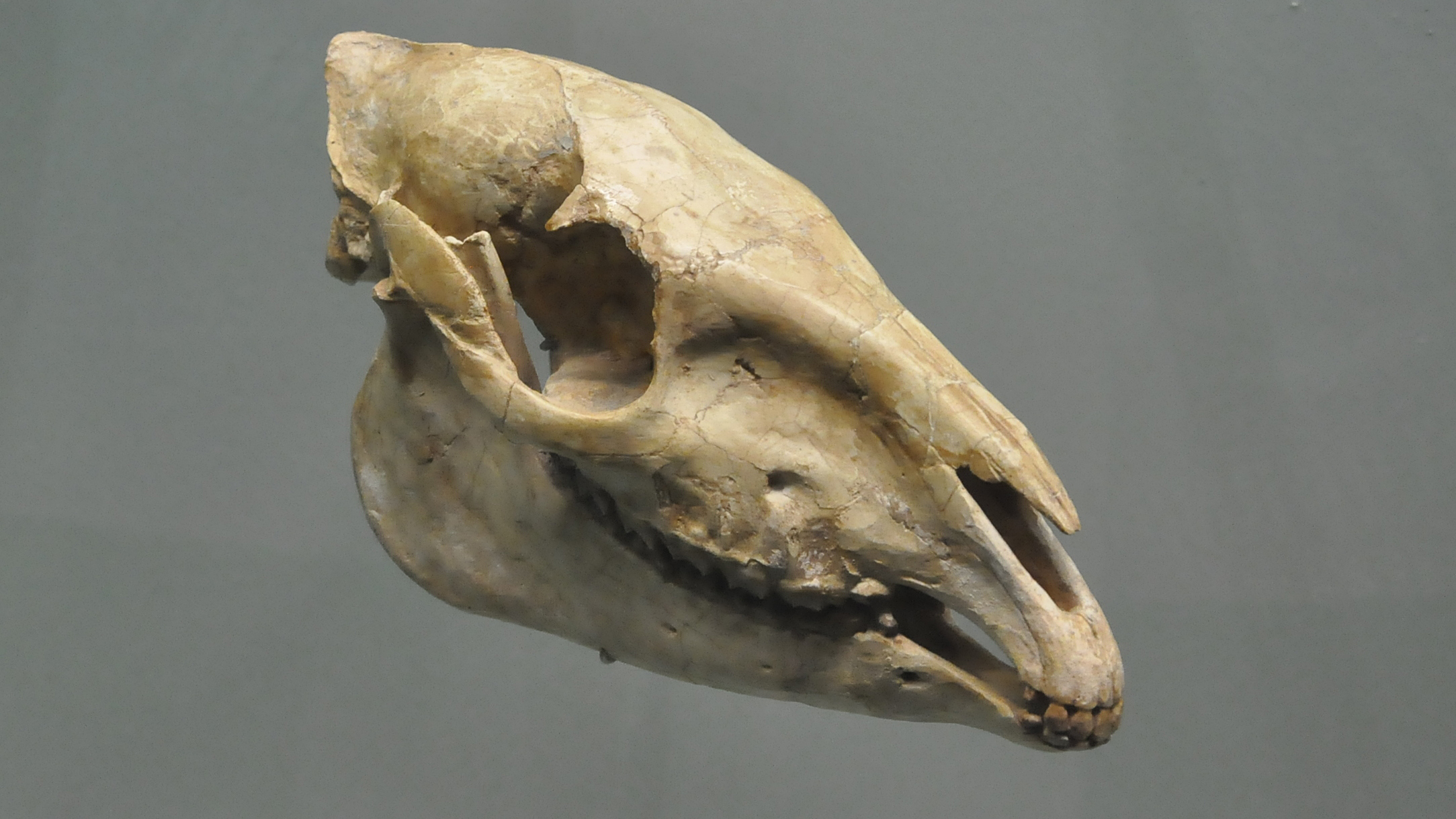
Kop van een mesohippus